# Joaquín Dicenta (hijo)
Joaquín Dicenta Alonso (Madrid, 1893-Madrid, 23 de octubre de 1967) fue un dramaturgo español. Fue hijo del escritor Joaquín Dicenta Benedicto.

## Biografía
Era hijo del escritor Joaquín Dicenta y de la cantante Resurrección Alonso.
Joaquín, que al parecer heredó buena parte del carácter de su padre, se unió a la bohemia de principios de siglo, en torno a Francisco Villaespesa, Emilio Carrere y Pedro Luis de Gálvez. Especialmente dotado para escribir piezas en verso, entre sus obras de teatro más destacables figuran Leonor de Aquitania (que le valió el Premio Lope de Vega en 1932), Son mis amores reales (1925), premio de la Real Academia Española; Madre Paz y Cuento de cuentos (escritas todas ellas en verso). También escribió muchas piezas de teatro popular con o sin música, la mayoría junto a Antonio Paso Díaz (hijo por su parte de quien fuera asiduo colaborador de su padre, Antonio Paso Cano). Durante la Guerra Civil, ejerció de manera interina la presidencia de la Sociedad General de Autores. Al finalizar ésta, pasó varios años en la cárcel y sus obras fueron retiradas de los escenarios nacionales. 
Entre sus obras con mayor proyección debe mencionarse Nobleza baturra, llevada al cine en 1935 por Florián Rey, y en 1965 por Juan de Orduña.

## Obras

### Lírica
- El libro de mis quimeras, 1912.
- Lisonjas y lamentaciones, 1913.
- El corazón viajero, 1933.

### Teatro
- El bufón, 1913, tragedia en verso.
- La leyenda del yermo, 1915.
- Gente de honor, 1920, drama en tres actos.
- El carnaval de los viejos, 1922.
- El cuarto de gallina, 1922.
- Simón y Manuela, 1923.
- La reina patosa, 1923, en colaboración de Antonio Paso Díaz con música de José Forns.
- El héroe, 1923.
- El tenedor, 1924.
- La casa del señor cura, 1925.
- Son mis amores reales, 1925.
- Los cuernos del diablo, 1927, en colaboración de Antonio Paso Díaz con música de Ernesto Pérez Rosillo.
- Contrabandista valiente, 1928, en colaboración de Antonio Paso Díaz con música de A. E. Morales Martínez.
- La mujer de bandera, 1929
- Cuento de cuentos.
- Pluma en el viento, 1931
- Leonor de Aquitania, 1933.
- Madre Paz, 1945.
- Tulia, tragedia inédita.

### Narrativa
- El baile de panaderos, 1913, novela corta
- El espectro, 1921, novela.